# ويليان ميغورو
ويليان ميغورو (مواليد 16 فبراير 1987) هو لاعب كرة قدم برازيلي.

## وصلات خارجية
- ويليان ميغورو على موقع رابطة كرة القدم اليابانية للمحترفين (اليابانية)
- ويليان ميغورو على موقع قاعدة بيانات كرة القدم.إي يو (الإنجليزية)
- ويليان ميغورو على موقع Soccerway.com (الإنجليزية)
- ويليان ميغورو على موقع عالم كرة القدم.نت (الإنجليزية)